# Otakar Borůvka
Otakar Borůvka (10. května 1899, Ostrožské Předměstí – 22. července 1995, Brno) byl český matematik.

## Životopis
Otakar Borůvka se narodil v Předměstí Uherského Ostrohu do rodiny ředitele místních obecných a měšťanských škol Jana Borůvky.

### Studium
Otakar Borůvka studoval na Gymnáziu v Uherském Hradišti, odkud v roce 1916 přešel do posledního ročníku na vyšší vojenskou reálku do Hranic. Aby se vyhnul službě v armádě během první světové války, zapsal se na vojenskou technickou akademii v Mödlingu u Vídně. V průběhu studia na akademii složil maturitu na I. německé reálce (1917). Tato maturita však nestačila k tomu, aby se mohl hlásit na vysokou školu a už vůbec ne na vysokou školu univerzitního typu. Protože měl zájem pokračovat ve studiu, přihlásil se o pár měsíců později (1918) k „doplňovací“ maturitě na gymnáziu v Uherském Hradišti.
Po této doplňovací maturitě (1918) se Otakar Borůvka rozhodl studovat stavební inženýrství na České vysoké škole technické v Brně. Nejprve uvažoval o studiu klasické filologie. Na akademii ho ovlivnil jeho učitel R. Weitzenboeck, který mu dal matematické základy, a Matyáš Lerch, k němuž se jako jeden z mála studentů na matematiku zapsal. Lerch se mu svým matematickým uměním zamlouval natolik, že ho v roce 1920 následoval jako mimořádný posluchač na Přírodovědeckou fakultu nově vzniklé Masarykovy univerzity. Od školního roku 1920–1921 byl Otakar Borůvka posluchačem jak na technice, tak na univerzitě, a současně pracoval jako asistent při fyzikálním ústavu na technice. Necelý rok nato získal místo asistenta při ústavu matematiky na univerzitě u M. Lercha. V následujícím roce se již na techniku nezapsal a věnoval výhradně matematice.

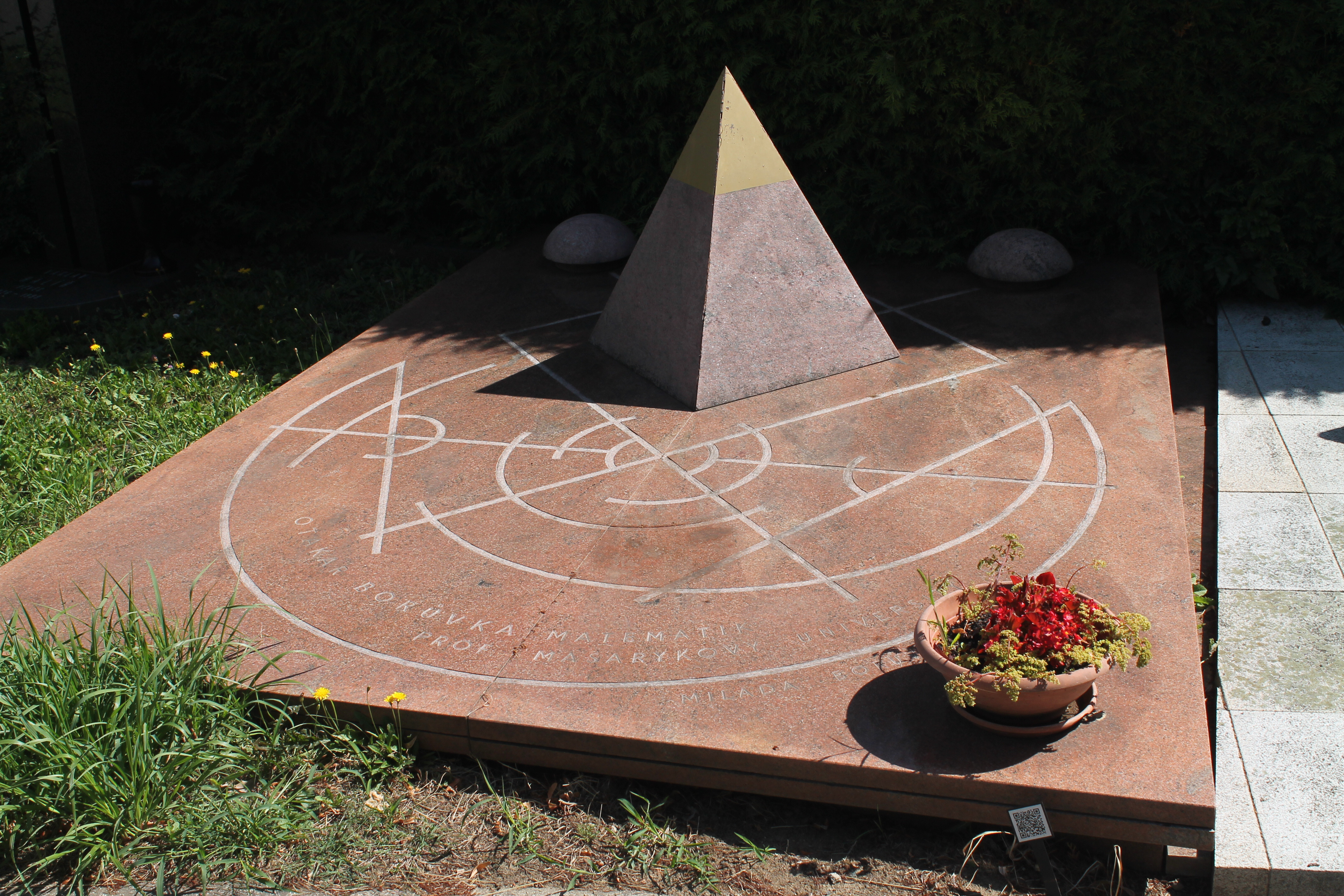
Hrob Otakara Borůvky na Ústředním hřbitově v Brně

V prosinci roku 1923 vykonal státní zkoušky z matematiky a fyziky a pod vedením M. Lercha pracoval na své disertační práci, za kterou získal v roce 1923 doktorát. Po Lerchově smrti se Borůvkovým nadřízeným stal Eduard Čech, který Borůvkovi umožnil další studium v zahraničí. Školní rok 1926–1927 strávil Otakar Borůvka na studijní stáži u profesora E. Cartana na univerzitě v Paříži. Po návratu z Francie předložil Otakar Borůvka habilitační práci a na jejím základě se roku 1928 habilitoval na Masarykově univerzitě v Brně.
Ve školním roce 1929–1930 opět ze studijních důvodů navštívil Paříž, ve studiu pokračoval i v následujícím školním roce, a to u profesora W. Blaschkeho v Hamburku.

### Kariéra
Do Československa se vrátil v roce 1931 a očekával jmenování mimořádným profesorem na brněnské univerzitě. Vzhledem k hospodářské krizi a následném hledání úspor, byl O. Borůvka jmenován až roku 1934, od kdy začal přednášet algebru, které se brzy začal věnovat více.
Po uzavření vysokých škol v roce 1939 byl Otakar Borůvka, jako většina jeho kolegů, poslán na dovolenou s „čekatelným“ a během druhé světové války se věnoval vědecké práci, zejména v oblasti algebry.
Roku 1946 byl jmenován řádným profesorem na Masarykově univerzitě v Brně, na které působil až do roku 1970, kdy odešel do důchodu. Poté ještě aktivně pracoval v Matematickém ústavu Akademie věd v Brně.

## Vědecká práce
Pod vlivem E. Čecha se Borůvka věnoval diferenciální geometrii. V roce 1926 publikoval práci O jistém problému minimálním, v níž popsal původní algoritmus nalezení minimální kostry grafu. Od poloviny 30. let 20. století se věnoval algebře a svoje výsledky shrnul do monografie Základy teorie grupoidů a grup. Po druhé světové válce se zabýval studiem diferenciálních rovnic. V roce 1965 založil časopis Archivum mathematicum.

Borůvkův algoritmus

## Zajímavosti
Na konci devadesátých let bylo navrženo ředitelem školy Zdeňkem Botkem přejmenovat Gymnázia Uherské Hradiště na Gymnázium Otakara Borůvky, ovšem vedením byla tato možnost zavrhnuta, protože se dle jejich názoru nejedná o dostatečně slavné jméno.

### Související článek
- Borůvkův algoritmus